# Draft d'expansion 1995 de la NFL
1976 1999
La draft d'expansion 1995 de la NFL a eu lieu le 15 février 1995. Les deux nouvelles équipes d’expansion, les Panthers de la Caroline et les Jaguars de Jacksonville, alternent les sélections à partir de listes de joueurs non protégés de franchises existantes. Les équipes de la NFL mettent chacune six joueurs à la disposition, et les nouvelles équipes doivent choisir un minimum de 30 et un maximum de 42 joueurs. Chaque fois que l'une des franchises d'expansion sélectionne un joueur dans une équipe existante, cette équipe est alors autorisée à retirer un joueur restant de sa liste de joueurs disponibles.
En plus de ces choix, les deux franchises reçoivent les deux premiers choix de la draft 1995 de la NFL, le premier pour les Panthers et le second pour les Jaguars.

## Sélections
Les Panthers ont finalement choisi 35 joueurs, tandis que les Jaguars en ont sélectionné 31.
| Sélection | Équipe                  | Joueur                 | Position         | Équipe d'origine                   |
| --------- | ----------------------- | ---------------------- | ---------------- | ---------------------------------- |
| 1         | Jaguars de Jacksonville | Steve Beuerlein        | Quarterback      | Cardinals de l'Arizona             |
| 2         | Panthers de la Caroline | Rod Smith              | Cornerback       | Patriots de la Nouvelle-Angleterre |
| 3         | Jaguars de Jacksonville | Corey Raymond (en)     | Cornerback       | Giants de New York                 |
| 4         | Panthers de la Caroline | Harry Boatswain (en)   | Offensive tackle | 49ers de San Francisco             |
| 5         | Jaguars de Jacksonville | Jeff Novak (en)        | Offensive guard  | Dolphins de Miami                  |
| 6         | Panthers de la Caroline | Kurt Haws (en)         | Tight end        | Redskins de Washington             |
| 7         | Jaguars de Jacksonville | John Duff              | Tight end        | Raiders de Los Angeles             |
| 8         | Panthers de la Caroline | Tyrone Rodgers (en)    | Defensive end    | Seahawks de Seattle                |
| 9         | Jaguars de Jacksonville | Keith Goganious (en)   | Linebacker       | Bills de Buffalo                   |
| 10        | Panthers de la Caroline | Mark Thomas (en)       | Defensive end    | 49ers de San Francisco             |
| 11        | Jaguars de Jacksonville | Mark Williams          | Linebacker       | Packers de Green Bay               |
| 12        | Panthers de la Caroline | Tim McKyer (en)        | Cornerback       | Colts d'Indianapolis               |
| 13        | Jaguars de Jacksonville | Al Jackson             | Cornerback       | Eagles de Philadelphie             |
| 14        | Panthers de la Caroline | Curtis Whitley (en)    | Offensive tackle | Chargers de San Diego              |
| 15        | Jaguars de Jacksonville | Marlon Forbes (en)     | Centre           | Bears de Chicago                   |
| 16        | Panthers de la Caroline | Howard Griffith (en)   | Running back     | Rams de Los Angeles                |
| 17        | Jaguars de Jacksonville | Paul Frase (en)        | Defensive end    | Jets de New York                   |
| 18        | Panthers de la Caroline | Greg Kragen (en)       | Nose tackle      | Chiefs de Kansas City              |
| 19        | Jaguars de Jacksonville | Tom Myslinski (en)     | Offensive guard  | Bears de Chicago                   |
| 20        | Panthers de la Caroline | Cary Brabham           | Defensive back   | Raiders de Los Angeles             |
| 21        | Jaguars de Jacksonville | Willie Jackson         | Wide receiver    | Cowboys de Dallas                  |
| 22        | Panthers de la Caroline | Dave Garnett           | Linebacker       | Vikings du Minnesota               |
| 23        | Jaguars de Jacksonville | Othello Henderson (en) | Defensive back   | Saints de La Nouvelle-Orléans      |
| 24        | Panthers de la Caroline | Andre Powell           | Linebacker       | Giants de New York                 |
| 25        | Jaguars de Jacksonville | Santo Stephens (en)    | Linebacker       | Bengals de Cincinnati              |
| 26        | Panthers de la Caroline | Dewell Brewer (en)     | Running back     | Colts d'Indianapolis               |
| 27        | Jaguars de Jacksonville | Darren Carrington (en) | Safety           | Chargers de San Diego              |
| 28        | Panthers de la Caroline | Bob Christian (en)     | Running back     | Bears de Chicago                   |
| 29        | Jaguars de Jacksonville | Michael Davis (en)     | Defensive back   | Oilers de Houston                  |
| 30        | Panthers de la Caroline | Fred Foggie            | Defensive back   | Steelers de Pittsburgh             |
| 31        | Jaguars de Jacksonville | Dave Thomas (en)       | Cornerback       | Cowboys de Dallas                  |
| 32        | Panthers de la Caroline | Mark Carrier (en)      | Wide receiver    | Browns de Cleveland                |
| 33        | Jaguars de Jacksonville | Mazio Royster (en)     | Running back     | Buccaneers de Tampa Bay            |
| 34        | Panthers de la Caroline | Mark Rodenhauser (en)  | Centre           | Lions de Detroit                   |
| 35        | Jaguars de Jacksonville | Travis Hannah (en)     | Wide receiver    | Oilers de Houston                  |
| 36        | Panthers de la Caroline | Steve Hawkins          | Wide receiver    | Patriots de la Nouvelle-Angleterre |
| 37        | Jaguars de Jacksonville | Charles Davenport      | Wide receiver    | Steelers de Pittsburgh             |
| 38        | Panthers de la Caroline | Brian O'Neal           | Running back     | Eagles de Philadelphie             |
| 39        | Jaguars de Jacksonville | Monty Grow (en)        | Defensive back   | Chiefs de Kansas City              |
| 40        | Panthers de la Caroline | Derrick Lassic         | Running back     | Cowboys de Dallas                  |
| 41        | Jaguars de Jacksonville | Marcus Wilson (en)     | Running back     | Packers de Green Bay               |
| 42        | Panthers de la Caroline | Richard Buchanan (en)  | Wide receiver    | Rams de Los Angeles                |
| 43        | Jaguars de Jacksonville | Brant Boyer (en)       | Linebacker       | Dolphins de Miami                  |
| 44        | Panthers de la Caroline | Doug Pederson          | Quarterback      | Dolphins de Miami                  |
| 45        | Jaguars de Jacksonville | Harry Colon (en)       | Defensive back   | Lions de Detroit                   |
| 46        | Panthers de la Caroline | Vince Marrow (en)      | Tight end        | Bills de Buffalo                   |
| 47        | Jaguars de Jacksonville | Derek Brown (en)       | Tight end        | Giants de New York                 |
| 48        | Panthers de la Caroline | Larry Ryans            | Wide receiver    | Lions de Detroit                   |
| 49        | Jaguars de Jacksonville | James Williams         | Linebacker       | Saints de La Nouvelle-Orléans      |
| 50        | Panthers de la Caroline | Baron Rollins          | Offensive guard  | Saints de La Nouvelle-Orléans      |
| 51        | Jaguars de Jacksonville | Eugene Chung (en)      | Offensive guard  | Patriots de la Nouvelle-Angleterre |
| 52        | Panthers de la Caroline | Williams Sims          | Linebacker       | Vikings du Minnesota               |
| 53        | Jaguars de Jacksonville | Reggie Cobb (en)       | Running back     | Packers de Green Bay               |
| 54        | Panthers de la Caroline | Paul Butcher (en)      | Linebacker       | Colts d'Indianapolis               |
| 55        | Jaguars de Jacksonville | Desmond Howard         | Wide receiver    | Redskins de Washington             |
| 56        | Panthers de la Caroline | Jack Trudeau (en)      | Quarterback      | Jets de New York                   |
| 57        | Jaguars de Jacksonville | Kelvin Martin (en)     | Wide receiver    | Seahawks de Seattle                |
| 58        | Panthers de la Caroline | Charles Swann          | Wide receiver    | Broncos de Denver                  |
| 59        | Jaguars de Jacksonville | Cedric Tillman (en)    | Wide receiver    | Broncos de Denver                  |
| 60        | Panthers de la Caroline | David Mims (en)        | Wide receiver    | Falcons d'Atlanta                  |
| 61        | Jaguars de Jacksonville | Rogerick Green         | Cornerback       | Buccaneers de Tampa Bay            |
| 62        | Panthers de la Caroline | Shawn Price (en)       | Defensive end    | Buccaneers de Tampa Bay            |
| 63        | Panthers de la Caroline | Eric Guliford (en)     | Wide receiver    | Vikings du Minnesota               |
| 64        | Panthers de la Caroline | Bill Goldberg          | Linebacker       | Falcons d'Atlanta                  |
| 65        | Panthers de la Caroline | Eric Ball (en)         | Running back     | Bengals de Cincinnati              |
| 66        | Panthers de la Caroline | Mike Teeter (en)       | Defensive tackle | Oilers de Houston                  |